# Église Saint-Martin de Portet-sur-Garonne
L'église Saint-Martin de Portet-sur-Garonne est une église catholique située à Portet-sur-Garonne, dans le département français de la Haute-Garonne en France.

## Présentation
L'église datant du XIVe ou XVe siècle a été inscrite au titre des monuments historiques partiellement en 1953.
Détériorée par la guerre de Cent Ans, la restauration de l'édifice actuel date du milieu du XVIe siècle.
Le portail et le clocher-mur datent du XIVe ou du XVe siècle.

## Description

### Extérieur
Le clocher-mur arbore cinq cloches, et il est perpendiculaire à la façade, sur sa gauche sont placés des carillons.
Sur la façade a été placée une rosace pour la décoration de Noël.
La statue placée au-dessus du portail est datée du XVIe siècle.
Sont classés au titre objet des monuments historiques :
- Une cloche en bronze datant de 1558[2]. Elle a été inaugurée après la restauration de l'église. La cloche a été sauvée lors de la Révolution et des guerres de l'Empire des autorités recherchant les cloches en bronze pour les fondre et en faire des canons.

#### Statue de l'Assomption de Marie
La Vierge Marie se tient debout sur la lune et le soleil et écrase le démon.
Sur le base de la statue est représentée le tétramorphe.
Sur chaque face du socle est inscrit un message.

#### Lanef
La voûte de la nef est peinte en bleu ciel avec des médaillons où sont représentés des saints de l'Église catholique et des décorations de feuilles et de fleurs peintes en blanc et en dorée.

#### Lechœur
Les retables ont été sculptés par Pierre Affre en 1672. Ils proviennent de l'église du couvent des Clarisses de Toulouse, ils ont été transportés à Portet-sur-Garonne pendant la Révolution.
Le maître-autel (décoré par un oiseau, symbolisant l'Esprit-Saint) situé au centre du chœur est en bois sculpté, il est utilisé depuis le concile Vatican II.
Sont classés au titre objet des monuments historiques :
- Le retable monumental de l'abside avec le tableau, les deux statues et l'ensemble des retables de l'église[3].
- L'ensemble du maître-autel et des autels secondaires latéraux[4].
- Les deux retables latéraux (de la Vierge à l'Enfant et de sainte Anne)[5].
- Les fonts baptismaux en plomb orné de décors datant du XVIIe siècle[6].
- Un missel datant du XVe siècle et la reliure datant du XVIIe siècle, il est aujourd'hui à la mairie[7].

- Les fonts baptismaux en plomb orné de décors datant du XVIIe siècle[6].
- Le tabernacle sur le maître-autel datant du XVIIIe siècle[8].

##### Retable de sainteClaire d'Assise(abside)
Le tableau du retable monumental représente la mort de sainte Claire d'Assise, elle tient un ostensoir (qui est une des représentations artistique de sainte Claire), elle est entourée des sœurs clarisses, un frère franciscain, et devant elle, la Vierge Marie venue assister aux derniers instant de sa vie sur terre.
Sur la droite du retable saint François d'Assise avec une croix à la main gauche, sur la gauche sainte Claire d'Assise avec un ostensoir dans la main gauche. Au-dessus du tableau se trouve une inscription en latin, au sommet du retable est représentée la gloire du ciel.
Une fresque datée du XIIIe siècle a été retrouvée derrière le retable lors de recherches.
Le maître-autel est sculpté avec du marbre blanc, noir et rose. Au-dessus, le tabernacle à ailes est composé d'un assemblage de marbre gris et rose, et d'un décor sculpté dans le bois puis recouvert de peinture dorée.

#### Chapelle de prière
Plusieurs statues sont placées dans la chapelle, de gauche à droite : saint Antoine de Padoue, le Sacré-Cœur de Jésus, Notre-Dame de Lourdes, un Christ en croix, saint Joseph, une Vierge à l'Enfant de style africain, un tableau portrait de saint Jean-Paul II en prière, un ange ou l'archange Gabriel.

## Galerie

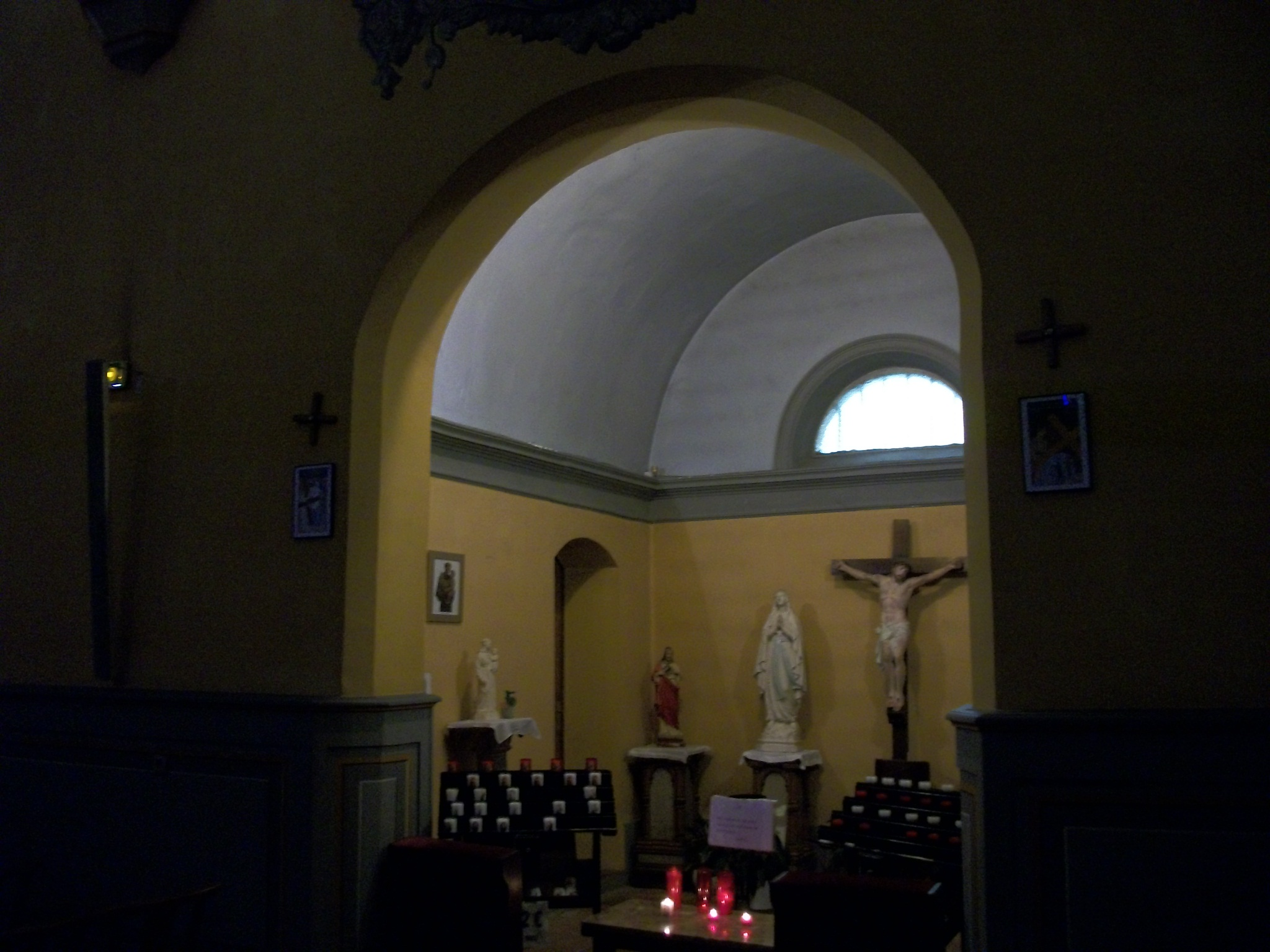
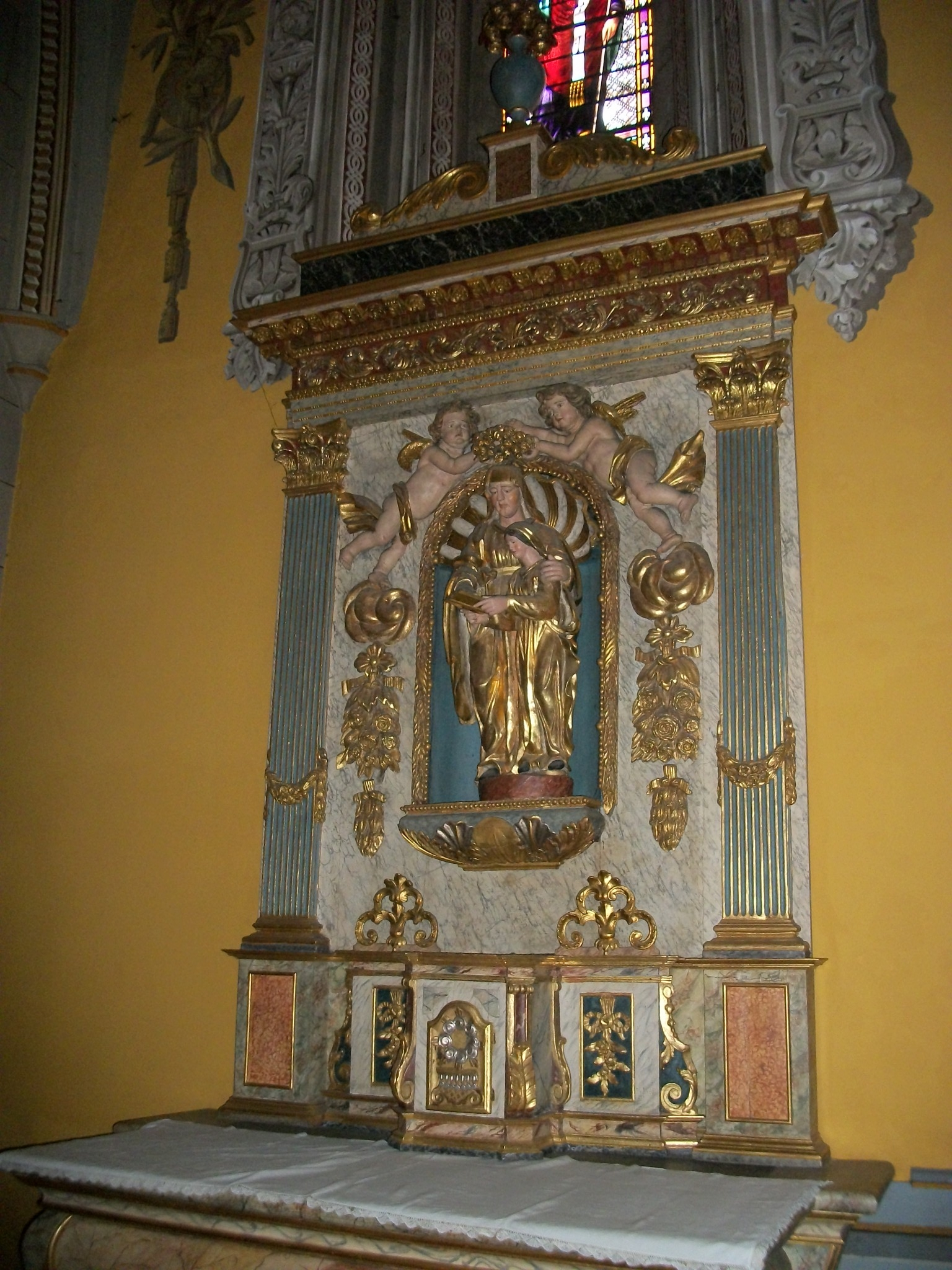
Statue de sainte Anne et de sa fille Marie lisant des psaumes
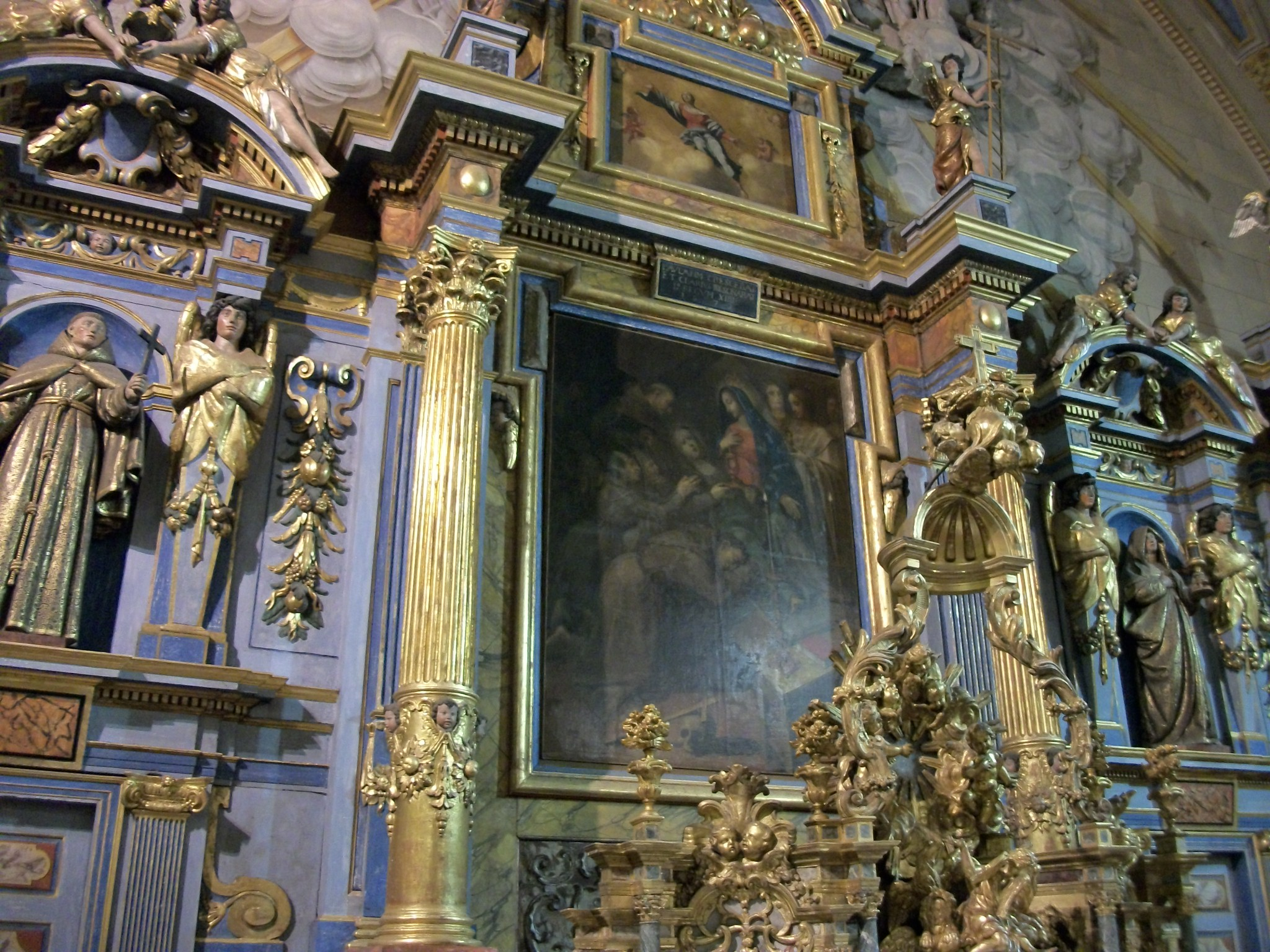
Tableau représentant la mort de sainte Claire d'Assise
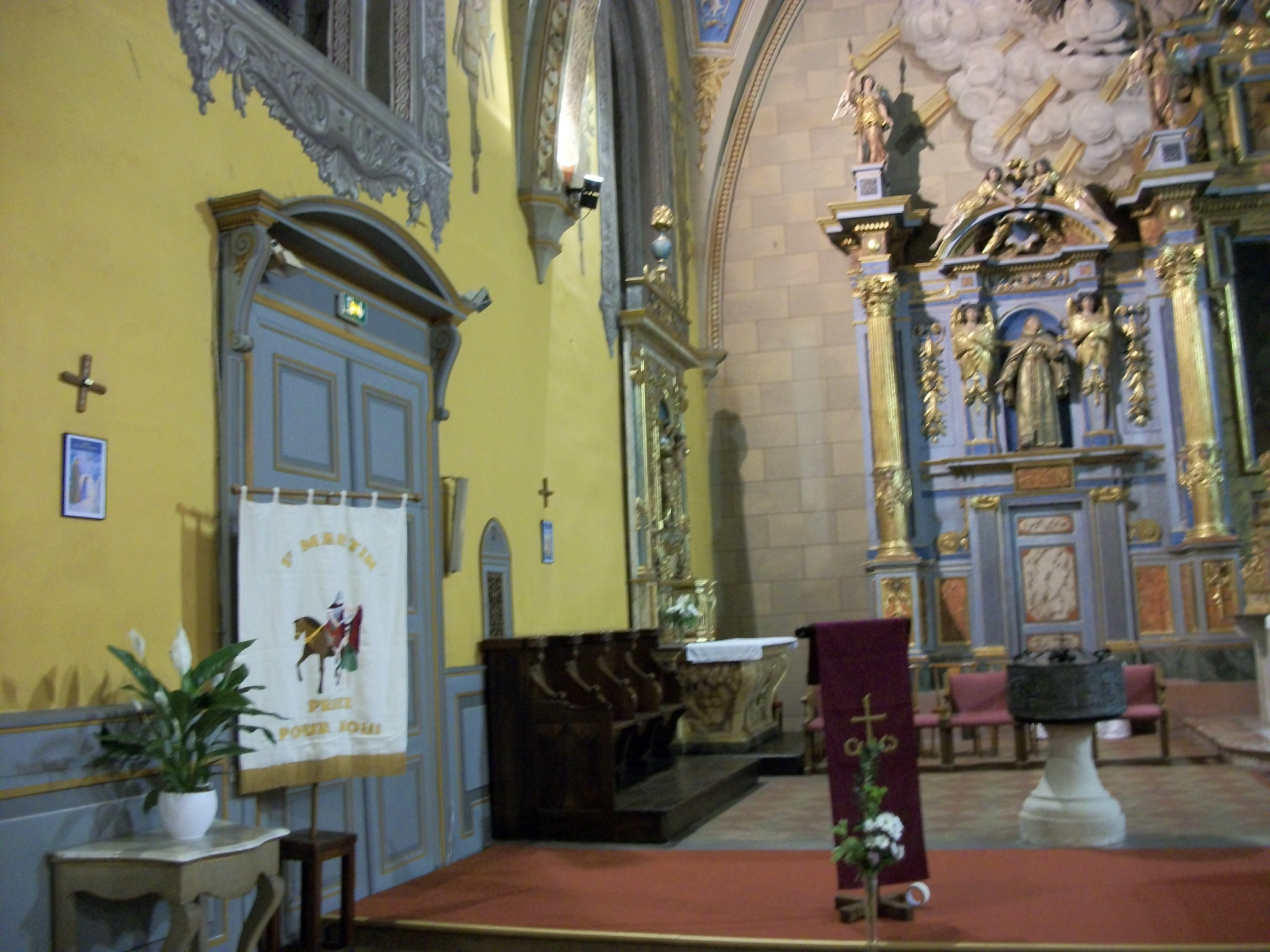
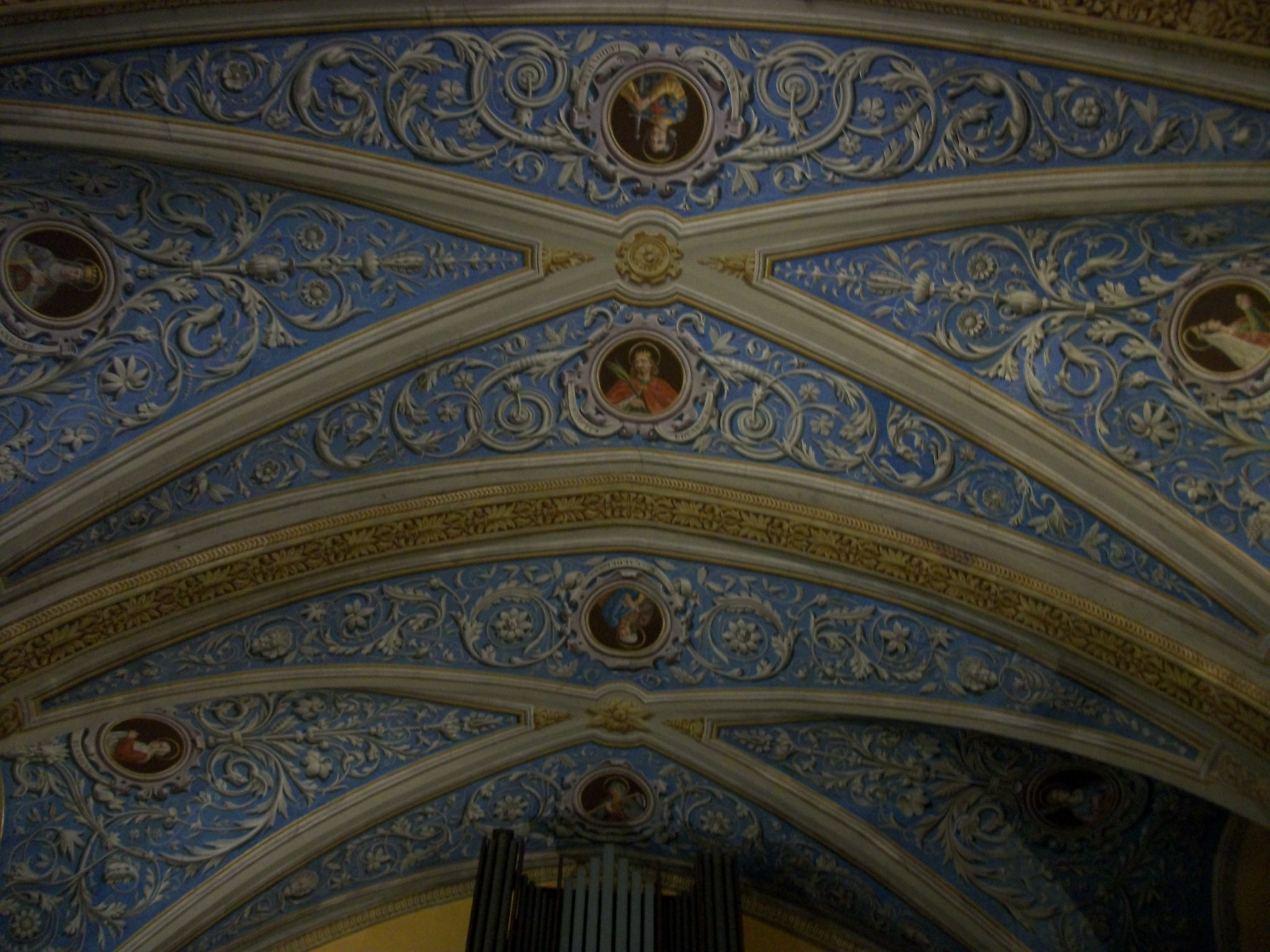
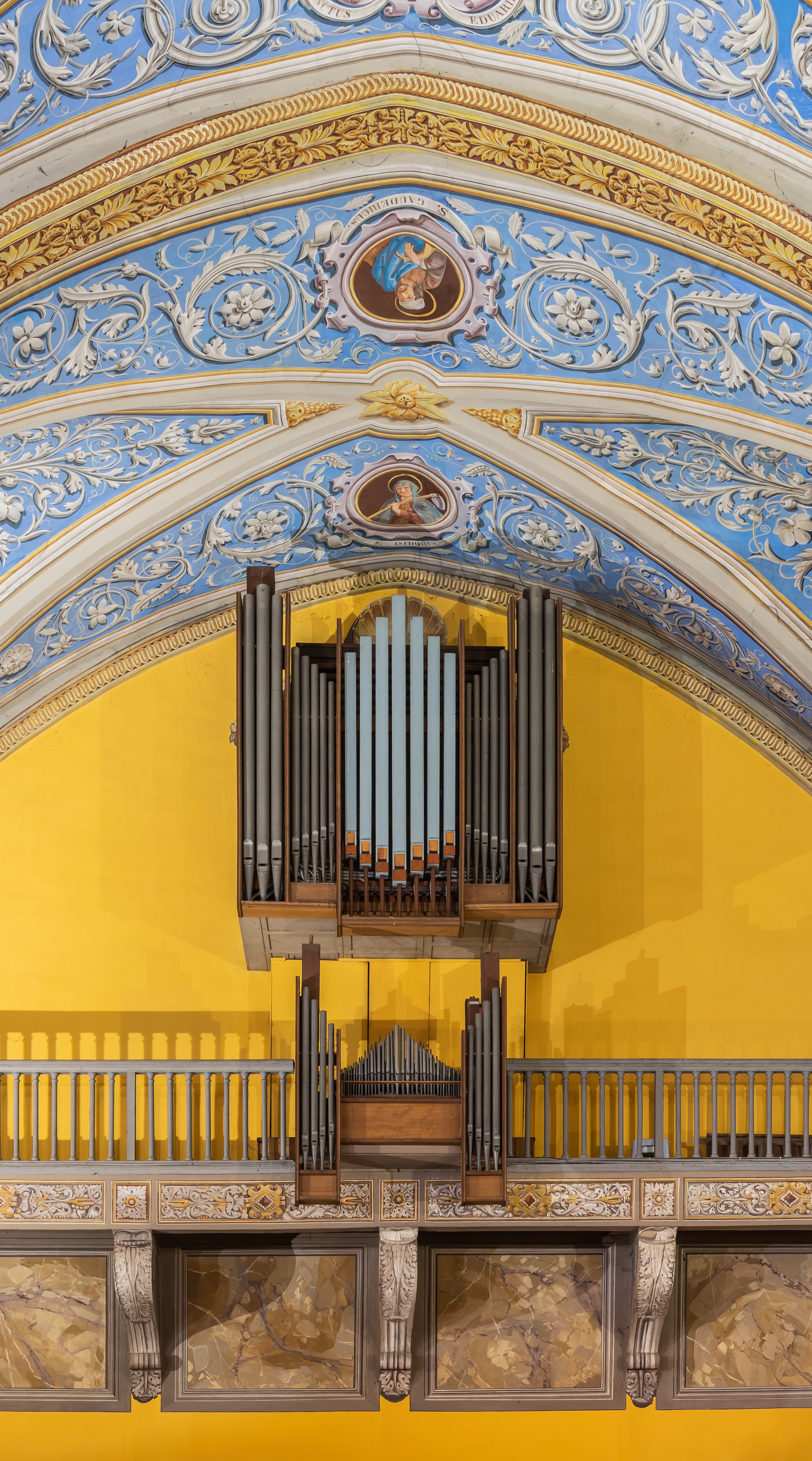